# Szuhodovszki Soma
Szuhodovszki Soma (Budapest, 1999. december 30. –) magyar válogatott labdarúgó, a Debreceni VSC játékosa.

## Pályafutása

### Klubcsapatokban
Budapesten kezdett el futballozni, majd felfigyelt rá az MTK, ahol több korosztályban is bajnoki címet nyert. 2016-ban bemutatkozott az MTK II. csaptában, 25 mérkőzésen 4 gólt szerzett. 2018-ban NB II-es bajnoki címet nyert a klubbal, a másodosztályban 3 meccsen lépett pályára, az NB III-ban viszont 21 találkozón 9-szer volt eredményes. A 2018–19-es idényben Monoron játszott a másodosztályban, itt 32 meccsen 4 gólt lőtt, majd Tiszakécskén 22 alkalommal lépett pályára. 2020-ban Győri ETO csapatában 8 alkalommal szerepelt a Merkantil Bank Ligában.

#### Kecskeméti TE
2021 augusztusától a Kecskemét játékosa. Az első NB I-es gólját 2022. augusztus 19-én lőtte a Puskás Akadémia elleni idegenbeli mérkőzésen.
2023. július 27-én gólt szerzett a lett Riga FC ellen 2–1-re megnyert Konferencia Liga selejtező mérkőzésen.

#### Debreceni VSC
2023. december 22-én a Debreceni VSC-hez igazolt.

### A válogatottban
2023. augusztus 29-én meghívót kapott Marco Rossi szövetségi kapitánytól a Szerbia elleni Európa-bajnoki selejtezőre, és a Csehország elleni barátságos mérkőzésre készülő felnőtt válogatott keretébe.

## Statisztika

### A válogatottban
| Magyarország | Magyarország | Magyarország |
| Év           | Mérk.        | Gólok        |
| ------------ | ------------ | ------------ |
| 2023         | 1            | 0            |
| Összesen     | 1            | 0            |

### Mérkőzései a válogatottban
| Magyarország | Magyarország       | Magyarország           | Magyarország | Magyarország | Magyarország | Magyarország | Magyarország | Magyarország |
| #            | Dátum              | Helyszín               | Hazai        | Eredmény     | Vendég       | Kiírás       | Gólok        | Esemény      |
| ------------ | ------------------ | ---------------------- | ------------ | ------------ | ------------ | ------------ | ------------ | ------------ |
| 1.           | 2023. november 19. | Budapest, Puskás Aréna | Magyarország | 3 – 1        | Montenegró   | Eb-selejtező | -            | 90+4'        |
|              | Összesen           |                        |              | 1            | mérkőzés     |              | 0            | gól          |

## Sikerei, díjai
MTK Budapest
- NB II bajnok: 2017–18

 Kecskemét
- NB II második helyezett: 2021–22
- Magyar labdarúgó-bajnokság ezüstérmes: 2022–23[7]

Egyéni
- A szezon álomcsapatának tagja a HLSZ szavazásán: 2022-23[8]